# Venturi LC92
Der Venturi LC92 (in einigen Quellen auch: Larrousse LC92) war ein Formel-1-Rennwagen des französischen Motorsportteams Larrousse, der in der Saison 1992 zu 16 Weltmeisterschaftsläufen gemeldet wurde. Die Bezeichnung des Modells suggeriert eine Urheberschaft des französischen Sportwagenherstellers Venturi, die tatsächlich nicht bestand. Venturi war 1992 lediglich Anteilseigner am  Larrousse-Team. Der Rennstall, der unter Budgetproblemen und Skandalen im Bereich des Managements litt, erzielte mit dem LC92 nur einen Weltmeisterschaftspunkt.

## Hintergrund
Gründer und Namensgeber des Teams Larrousse war der französische Rennfahrer und Motorsportmanager Gérard Larrousse, der von 1960 bis 1974 in erster Linie Rallyes und Langstreckenrennen gefahren war. Von 1976 bis 1984 organisierte und leitete Larrousse das Formel-1-Projekt des französischen Automobilherstellers Renault, 1985 wurde er für ein Jahr Rennleiter der Équipe Ligier. Danach baute er seinen eigenen Formel-1-Rennstall auf, der in der Saison 1987 als drittes französisches Team nach Ligier und AGS debütierte. In den ersten Jahren konstruierte und baute Larrousse seine Formel-1-Autos nicht selbst, sondern verwendete Fahrzeuge, die Lola Cars in Großbritannien entwickelte. Das erfolgreichste Jahr der Beziehung Larrousse-Lola war die Saison 1990: Mit elf Punkten belegte das Team Rang sechs der Konstrukteursmeisterschaft. Die Punkte wurden dem Team allerdings nachträglich aberkannt, da Larrousse aus Sicht der FISA 1990 ein Meldefehler unterlaufen war.
Nach der erfolglos verlaufenen Saison 1991, die unter wirtschaftlichen Schwierigkeiten stand, trennte sich Larrousse von Lola.
Für die Saison 1992 ging das Team eine Verbindung mit Robin Herd ein, einem der Gründer des Rennwagenherstellers March Engineering. Herd unterhielt ab 1990 in Bicester ein Designstudio, das anfänglich als Fomet firmierte und als Tochterunternehmen des italienischen Formel-1-Rennstalls Fondmetal dessen Rennwagen für die Saison 1991 (Fomet 1) entwickelte. Zunächst war geplant, dass Fomet auch Fondmetals Wagen für die Saison 1992 entwickeln sollte. Nach einem Zerwürfnis zwischen Herd und dem Fondmetal-Chef Gabriele Rumi übernahm Gérard Larrousse im Herbst 1991 Rumis Anteile an Fomet, das daraufhin in Venturi Larrousse UK Ltd. umbenannt wurde.
Im Sommer 1991 veräußerte Gérard Larrousse 65 Prozent der Teamanteile an den französischen Sportwagenhersteller Venturi. Der Rennstall wurde daraufhin in der Saison 1992 unter der Bezeichnung Venturi Larrousse gemeldet. Venturi versprach sich von dem Formel-1-Engagement in erster Linie Werbung für die eigenen Sportwagen, geriet aber bereits ein Dreivierteljahr später ebenfalls in wirtschaftliche Schwierigkeiten, die zur Beendigung des Engagements im Motorsport führten.
Im September 1992 verkaufte Venturi die Teamanteile an den Investmentfonds Comstock, dessen Inhaber unter dem Namen Rainer Walldorf auftrat. Gérard Larrousse präsentierte Comstock im September 1992 öffentlich als neuen Anteilseigner. Wenige Wochen später scheiterte die Verbindung allerdings. Bei „Rainer Walldorf“ handelte es sich in Wirklichkeit um den Kriminellen Klaus Walz, der in mehreren europäischen Ländern wegen vierfachen Mordes gesucht wurde. Walz wurde Ende 1992 von der deutschen Polizei auf der Flucht erschossen. Dass der getötete mutmaßliche Verbrecher mit dem gleichnamigen deutschen Rennfahrer Klaus Walz identisch war, der in den späten 1970er-Jahren das Formel-2-Team Walz ToJ Racing betrieben und 1979 zwei Rennen in der Aurora-AFX-Formel-1-Serie bestritten hatte, wird in Veröffentlichungen gelegentlich vermutet, ist aber nicht gesichert.
Diese Entwicklungen beeinträchtigten die sportliche Leistungsfähigkeit des Teams in der zweiten Saisonhälfte erheblich.

## Technik
Konstrukteure des Venturi LC92 waren Robin Herd, Tino Belli und Tim Holloway. Das Auto wurde als eine schnell gemachte, technisch simple Konstruktion angesehen, die in vielerlei Hinsicht mit dem Fondmetal Fomet 1 verwandt war und insgesamt als unterlegen beschrieben wird. Ein erheblicher Teil der Entwicklungs- und Konstruktionsarbeit wurde ausgelagert. So ließ Larrousse die nach allgemeiner Ansicht sehr effektive Aerodynamik des Autos im Windkanal der Universität Southampton entwickeln; die Chassis entstanden bei dem Zulieferbetrieb Advanced Composites in der mittelenglischen Gemeinde Heanor.
Die Räder waren an Doppelquerlenkern aufgehängt, vorn gab es Schub-, hinten Zugstreben. Die Vorderradaufhängung war neu konzipiert worden, während die Aufhängung der Hinterräder der des Vorgängermodells Lola LC91 entsprach. Die Fahrzeugnase war, wie bei den meisten Rennwagen der Saison 1992, spitz und lag über dem Frontspoiler; die Seitenkasten waren bauchig und hatten vergleichsweise kleine Kühllufteinlasse.

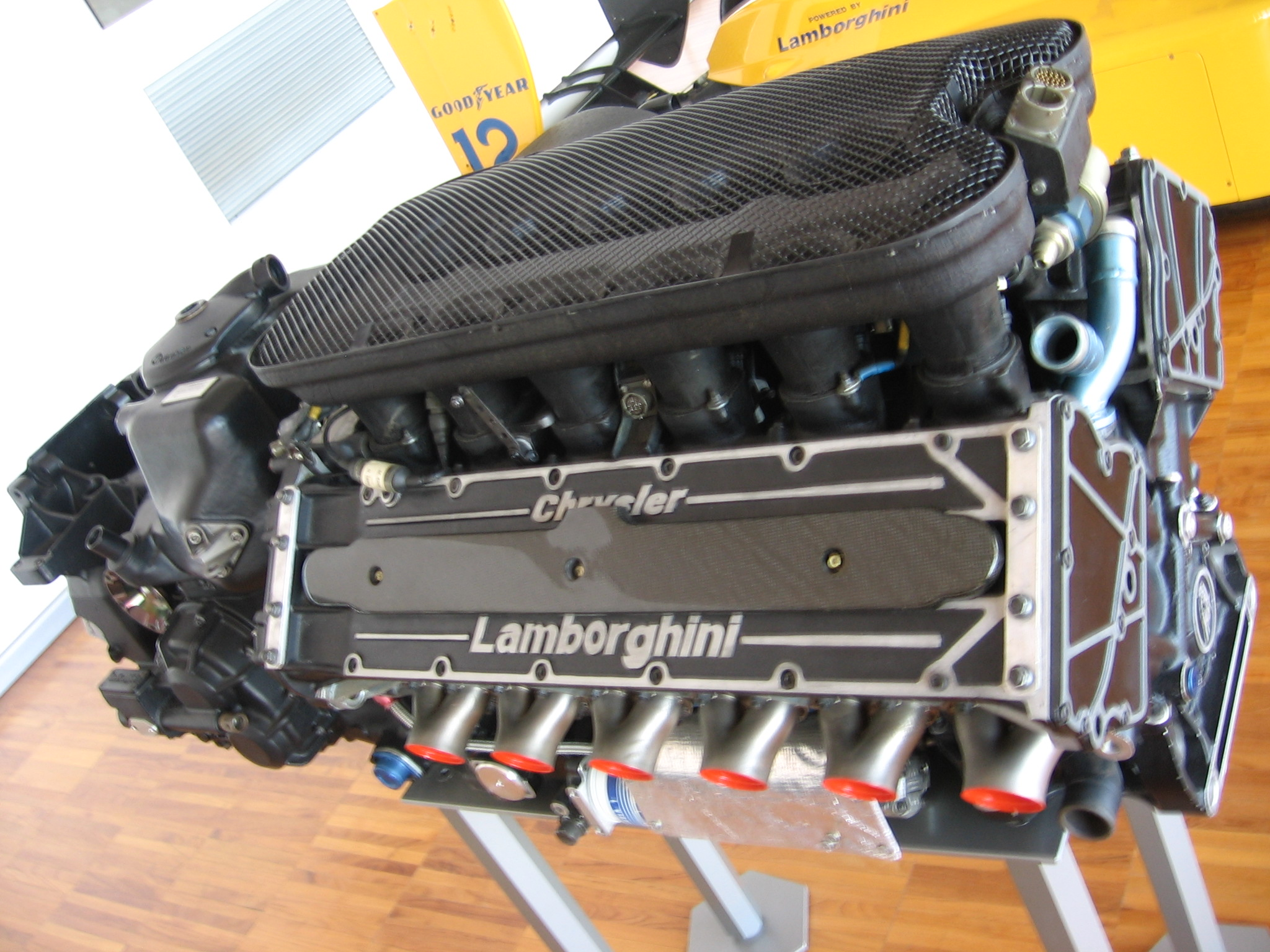
Lamborghini 3512 V12

Als Antrieb diente ein 3,5 Liter großer Zwölfzylindersaugmotor von Lamborghini Engineering (Typ 3512). Larrousse hatte dieses von Mauro Forghieri konzipierte und von Chrysler finanzierte Triebwerk 1989 als Exklusivverwender in die Formel 1 gebracht, den Motorenvertrag aber Ende 1990 an Ligier verloren. Als Ligier nach nur einem Jahr auf Renault-Motoren umstellte, erhielt Larrousse wieder Zugriff auf die Lamborghini-Motoren. In diesem Jahr verwendete der italienische Konkurrent Minardi baugleiche Triebwerke. Der Lamborghini 3512 galt als ein großer, schwerer Motor. Seine Leistung wird unterschiedlich eingeschätzt. Einige Quellen geben sie mit etwa 730 PS an und halten ihn für einen der stärksten Motoren der Saison 1992, andere meinen, im Rennbetrieb habe der 3512 lediglich etwa 655 PS abgegeben; damit hätte er nur 10 PS über dem Achtzylindermotor von Cosworth und 50 PS unter den Motoren von Ferrari (Typ 037) und Honda (Typ RA 121E) gelegen. Übereinstimmend wird der Lamborghini 3512 als schwer zu fahrendes, unzuverlässiges Triebwerk mit einer ungleichmäßigen Leistungsentwicklung angesehen.

## Produktion
Die LC92 wurden bei Venturi Larrousse UK in Bicester aufgebaut. Am französischen Teamsitz in Signes an der Côte d’Azur fanden lediglich die Vorbereitungen für die Renneinsätze und kleinere Reparaturen statt.
Insgesamt entstanden fünf Exemplare des LC92. Für die ersten beiden Rennen der Saison hatte das Team nur zwei Autos zur Verfügung (LC92/1 und LC92/2). In Brasilien erschien erstmals das dritte Chassis (LC92/3), das bei keinem Weltmeisterschaftslauf eingesetzt wurde. Bis zum Großen Preis von Großbritannien wurde der LC92/3 als Reservefahrzeug vorgehalten. Er war Grundlage für den LC92/5, der ab dem Großen Preis von Deutschland den LC92/1 als Einsatzauto ablöste. Daraufhin wurde der LC92/1 bis zum Saisonende als Reservefahrzeug genutzt. Der LC92/4, der den LC92/2 als Einsatzfahrzeug ablöste, erschien zum vierten Rennen des Jahres 1992 in Spanien.

## Fahrer
Spitzenfahrer des Teams war der 1992 erstmals mit französischer Lizenz antretende Bertrand Gachot. Er ersetzte Éric Bernard, der nicht genügend Sponsoren gefunden hatte, um ein weiteres Jahr für Larrousse an den Start gehen zu können. Gachot setzte in den ersten drei Rennen des Jahres den LC92/1 ein, bei den verbleibenden Weltmeisterschaftsläufen fuhr er den LC92/4. Sein Teamkollege war der japanische Rennfahrer Ukyō Katayama, der in diesem Jahr in der Formel 1 debütierte. Seine Verpflichtung erfolgte auf Wunsch des japanischen Teamsponsors Doi Group Central Park. Katayama fuhr von Saisonbeginn bis zum Großen Preis von Großbritannien den LC92/1; danach setzte er den LC92/5 ein.

## Renneinsätze
Angesichts der schlechten Ergebnisse aus der Vorsaison unterlag Larrousse 1992 der Vorqualifikation, die erst im Spätsommer durch die Insolvenz von Brabham und den Ausschluss von Andrea Moda überflüssig wurde. Mit einer Ausnahme (Katayama in Monaco) bereitete die Vorqualifikation dem Team keine Probleme.
Gachot konnte sich zu jedem Rennen qualifizieren, fiel aber insgesamt elfmal aus. Er kam nur einmal in den Punkterängen ins Ziel: In Monaco wurde er Sechster. Katayama war „schnell, aber unerfahren“. Er erreichte sieben Zielankünfte; sein bestes Ergebnis war der neunte Platz beim Großen Preis von Brasilien. Pech gab es beim großen Preis von Kanada, als Katayama auf dem fünften Platz lag und kurz vor Schluss mit Motorschaden ausschied. Larrousse beendete die Saison mit einem Punkt auf Platz 11 der Konstrukteursmeisterschaft.